# 格兰钦
格兰钦是德国梅克伦堡-前波莫瑞州的一个市镇。总面积22.91平方公里，总人口485人，其中男性253人，女性232人（2011年12月31日），人口密度21人/平方公里。